# Ptychophallus tumimanus
Ptychophallus tumimanus is een krabbensoort uit de familie van de Pseudothelphusidae. De wetenschappelijke naam van de soort is voor het eerst geldig gepubliceerd in 1898 door umimanus (Rathbun.